# Philippe Bas (polityk)
Philippe Bas (ur. 20 lipca 1958 w Paryżu) – francuski polityk, urzędnik państwowy i samorządowiec, senator, w latach 2002–2005 sekretarz generalny administracji prezydenckiej, w 2007 minister zdrowia i solidarności, członek Rady Konstytucyjnej.

## Życiorys
Absolwent Instytutu Nauk Politycznych w Paryżu oraz École nationale d’administration. Od 1984 był zatrudniony we francuskiej Rady Stanu. Od 1987 był doradcą technicznym ministra pracy. W latach 1989–1992 przebywał w Senegalu, gdzie pełnił funkcję doradcy prezydenta Abdou Dioufa. Po powrocie do Francji ponownie pracował w administracji rządowej, wchodząc w skład gabinetów politycznych ministrów Simone Veil i Jacques'a Barrota.
Od 1997 należał do najbliższych współpracowników prezydenta Jacques'a Chiraca. Pełnił funkcję jego doradcy ds. społecznych, a od 2000 zastępcy sekretarza generalnego. Od 2002 do 2005 kierował administracją prezydencką jako sekretarz generalny Pałacu Elizejskiego. W czerwcu 2005 dołączył do rządu Dominique'a de Villepina jako minister delegowany (wiceminister) do spraw zabezpieczenia społecznego, osób starszych, niepełnosprawnych oraz rodziny. W marcu 2007 zastąpił Xaviera Bertranda na urzędzie ministra zdrowia i solidarności.
W latach 2007–2011 ponownie pracował w Radzie Stanu. W 2011 z rekomendacji Unii na rzecz Ruchu Ludowego (przekształconej później w Republikanów) został wybrany w skład Senatu, uzyskując reelekcję w 2017 oraz 2023. Obejmował też funkcje w strukturach samorządowych – został zastępcą mera Saint-Pois, wybierany do rady departamentu Manche, powoływany na wiceprzewodniczącego i przewodniczącego tej instytucji.
W marcu 2025 zasiadł w Radzie Konstytucyjnej na dziewięcioletnią kadencję.